# Louise Chamis
Louise Chamis is een Amerikaans stemactrice. Ze was van 1981 tot 2003 actief. In 2007 heeft ze daarentegen nog kort meegewerkt aan Adventures in Voice Acting, een documentaire over het leven van stemacteurs en -actrices.

## Filmografie
- El Hazard: Wanderers
- Mermaid Forest
- Mobile Suit Gundam
- House of Mouse
- Might and Magic: World of Xeen
- Adventures in Voice Acting